# Maják Kullen
Maják Kullen (švédsky Kullens fyr) je maják ve Švédsku na poloostrově Kullanberg, který označuje východní stranu vjezdu do úžiny Öresund a Baltského moře. Je to jeden z nejslavnějších švédských majáků spolu s majáky Långe Jan, Vinga a Landsort a je nejvýše položeným majákem ve Švédsku. Od roku 2017 je národní kulturní památkou Švédska.

## Historie
První maják byl uveden v činnost Dány v roce 1651 z nařízení krále Fridricha II. Jednalo se o železný koš, ve kterém hořel oheň a byl vahadlem vytažen do výše asi 12 m. V roce 1563 byla postavena cihlová věž s olověnou střechou, skleněnými okny a dvanácti lojovými svíčkami. Od roku 1577 do 1597 byl strážcem majáku astronom Tycho Brahe. V té době v roce 1585 postavil architekt Antonius van Opbergen další maják. V roce 1624 bylo jako palivo se začalo používat černé uhlí v otevřeném ohništi. V roce 1749 byl starý maják zbořen a postaven nový z šedého kamene a v roce 1792 byl modernizován podle projektu Anderse Polheimera. V roce 1817 byla na maják instalována lucerna a uhelný plamen v ní uzavřen. V roce 1843 skončila éra uhlí a do lucerny bylo instalováno dvanáct olejových lamp s parabolickými mosaznými zrcadly, průměr zrcadla byl 48 cm. V roce 1882 byly nahrazeny petrolejovými lampami. V roce 1899 byla zahájena výstavba v pořadí šestého majáku s využitím nemodernějších technologií v té době. Stavbu navrhl architekt Magnus Dahlander z žuly a cihel. Původní petrolejové osvětlení bylo později nahrazeno plynovým se svítivosti 500 000 cd. V roce 1907 byl maják elektrifikován. V roce 1979 byl maják automatizován a je dálkově řízen a monitorován správou švédského námořnictva z Norrköpingu. Poslední strážce majáku odešel v roce 1996.

## Popis
Maják je vysoký 18,5 m, z toho věž je vysoká 15 m. Válcová věž je postavená z kamene a cihel a je ukončená ochozem a lucernou s galerií. Svou výškou světelného zdroje v 78,5 m n. m. je nejvýše položeným švédským majákem. V lucerně jsou umístěny tři Fresnelovy čočky 1. řádu, které byly vyrobeny francouzskou firmou Barbier & Bernard v Paříži. Průměr čoček je 2,85 m, váha šest tun a do září 2016 se otáčely na rtuťovém loži, které tvořilo padesát litrů rtuti (o hmotnosti 677 kg). Rtuť byla nahrazena dvěma ložisky (2016). Tři čočky se otáčejí rychlostí čtyřikrát za minutu a vydávají tak dvanáct záblesků za minutu. Dvě žárovky o výkonu 1000 W, 120 V mají svítivost 3 800 000 cd. Pro případný výpadek elektrického proudu je u majáku strojovna se dvěma dieselovými generátory, která byla postavena v roce 1937. Jednotka se automaticky spustila do 40 sekund. Motory se pravidelně testovaly každý týden. V roce 2015 byly agregáty vyřazeny z provozu, místo nich jsou záložní nikl-kadmiové akumulátory pro nouzové napájení systému DGPS.

### Data
Maják je vybaven Fresnelovou čočkou 1. řádu. Zdroj světla je ve výšce 78,5 m n. m. Charakteristika světla je Fl W 5 s, dosvit je 27,5 nm, tj. vysílá bílý záblesk v intervalu pěti sekund.

### Označení
Zdroj
- Švédské označení: SV-7146
- ARLHS: SWE-037
- Admirality: C2260
- NGA: 5084

## Okolí
Vedle majáku je vysílač DGPS, moderní stožár pro tři kuželové antény DGPS byl postaven místo starého v roce 2019.
Od roku 1884 byl u majáku umístěno dělo, které bylo nahrazeno zvukovou sirénou v letech 1914–1915. Od roku 1937 nautofon, který v případě špatné viditelnosti vysílal zvukový signál v intervalu dvakrát každých třicet vteřin. V roce 1996 byl vyřazen z provozu.
U majáku je postaven dům ze žlutých cihel se čtyřmi pokoji, který si mohou pronajmout členové Svenska Fyrsällskapet. Každý rok sem přijde více než 300 000 návštěvníků.
Památková zóna s objekty kolem majáku.

### Přírodní rezervace
Příroda kolem majáku je neplodná a dominuje jí skalní podloží, většinou ruly, a nízké křoviny. Pod majákem je Silvergrottan, 15 m dlouhá štola, která tvoří pozůstatek po neúspěšném pokusu najít stříbro na Kullabergu v roce 1561. V blízkosti majáku je také jeskyně Lahibia (Lahibiagrottan) se zbytky raného osídlení. Na vrcholu kopce je známá ptačí rezervace. V neposlední řadě je známá migrací mořských ptáků na jaře a na podzim. Po bouři se mohou objevit mořští ptáci, jako jsou bouřňáci, terejové a chaluhy.

## Galerie

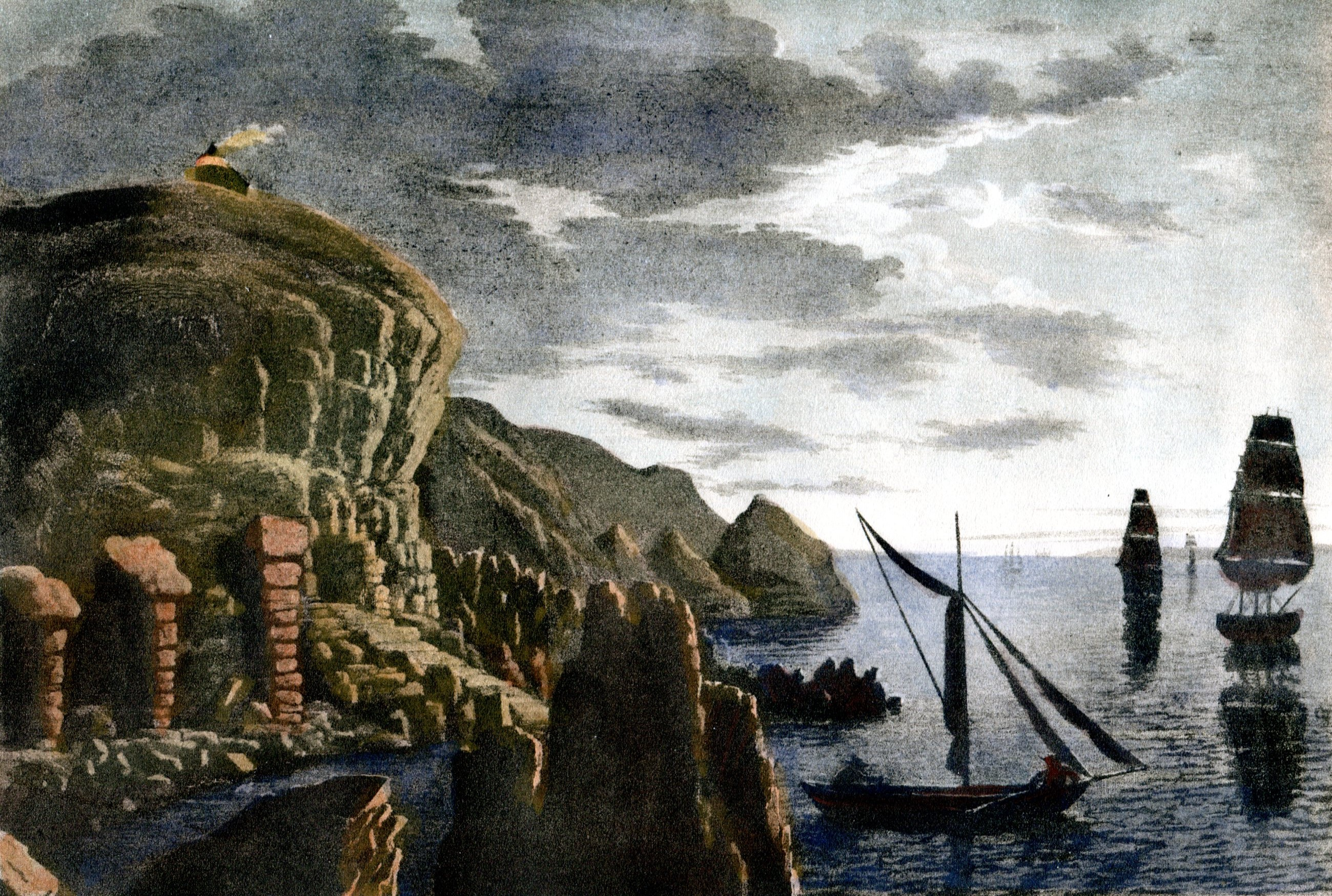
Maják v roce 1817
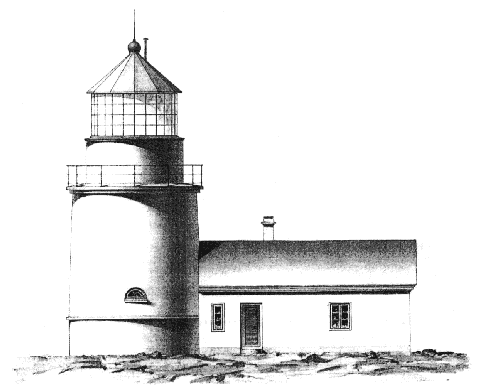
Maják v roce 1843
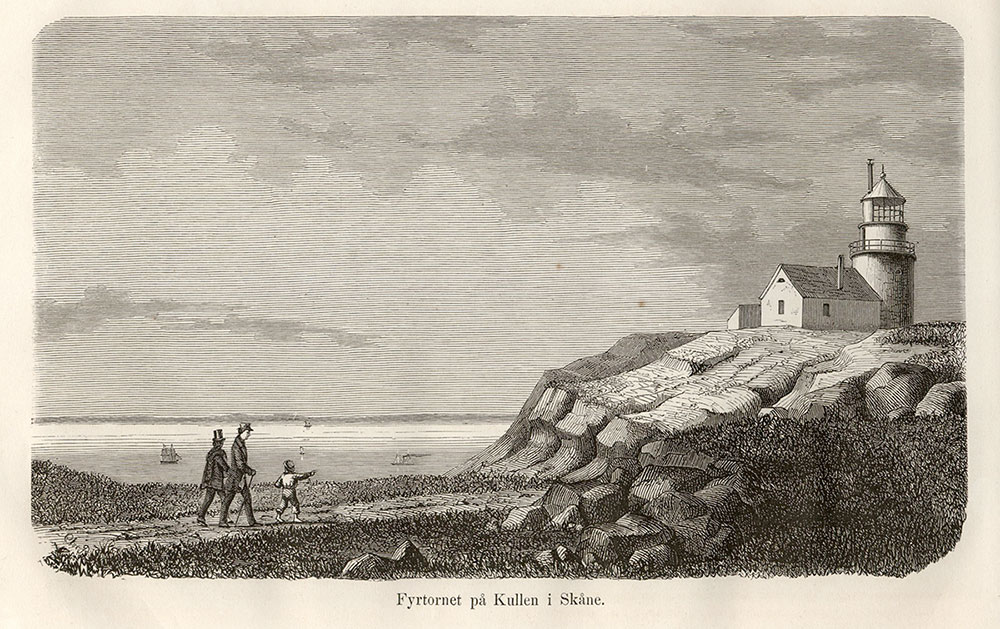
Maják v roce 1860
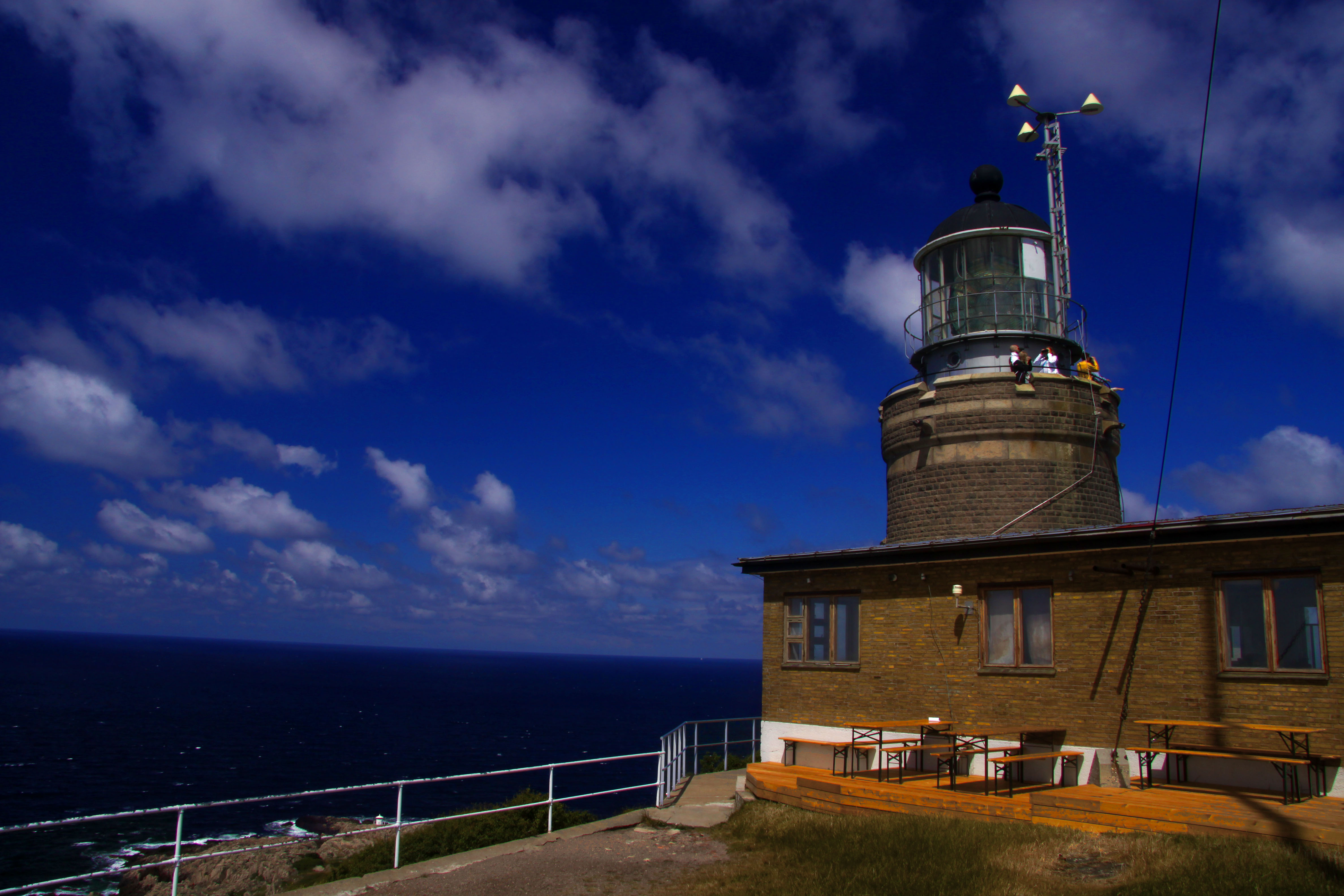
Maják v roce 2014
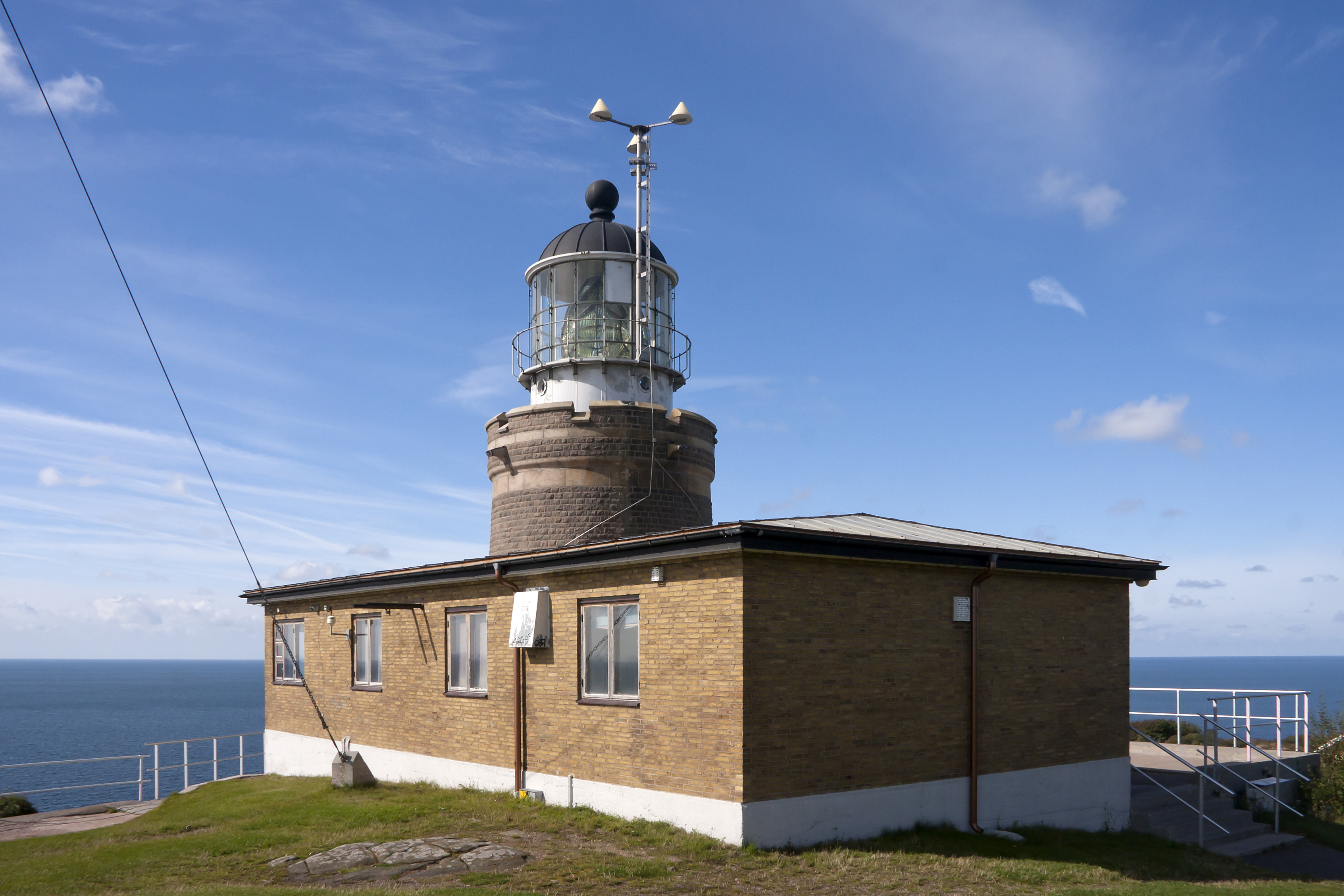
Žlutý dům se čtyřmi pokoji
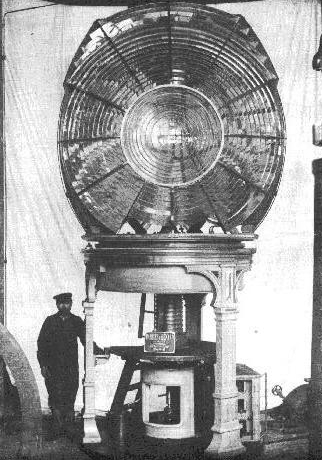
Fresnelova čočka 1. řádu na majáku Kullen
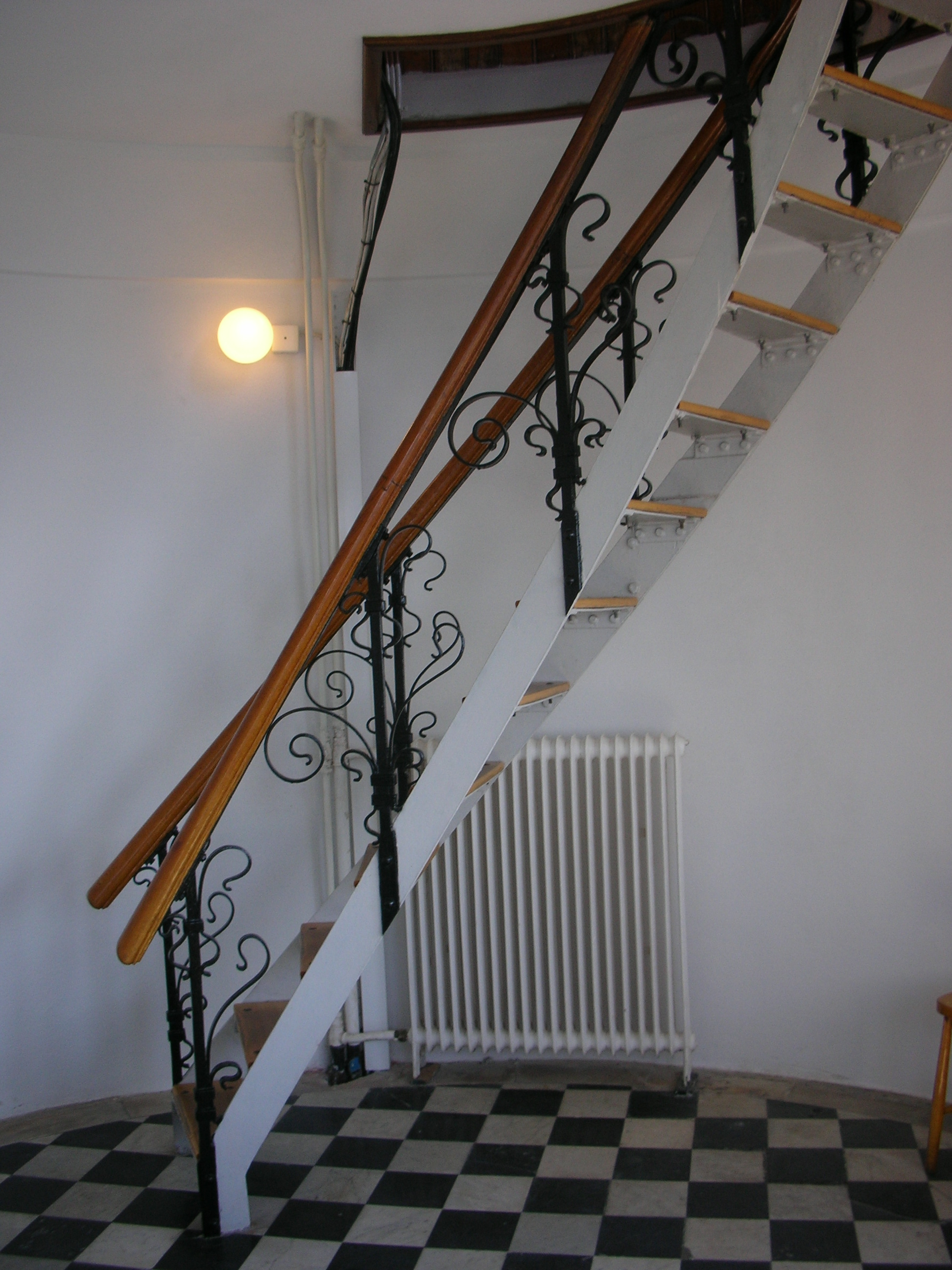
Interiér–schodiště
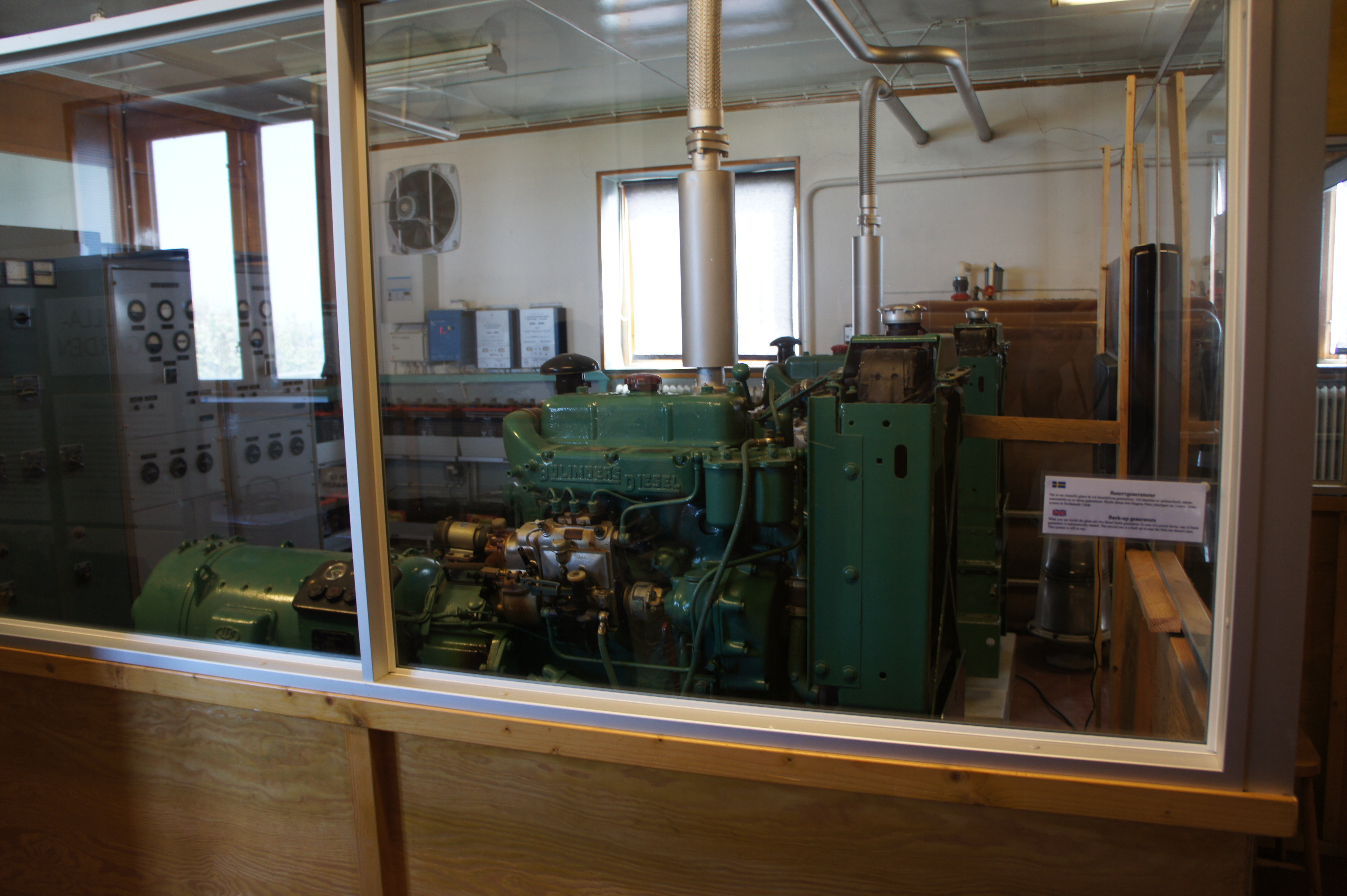
Pohled do strojovny
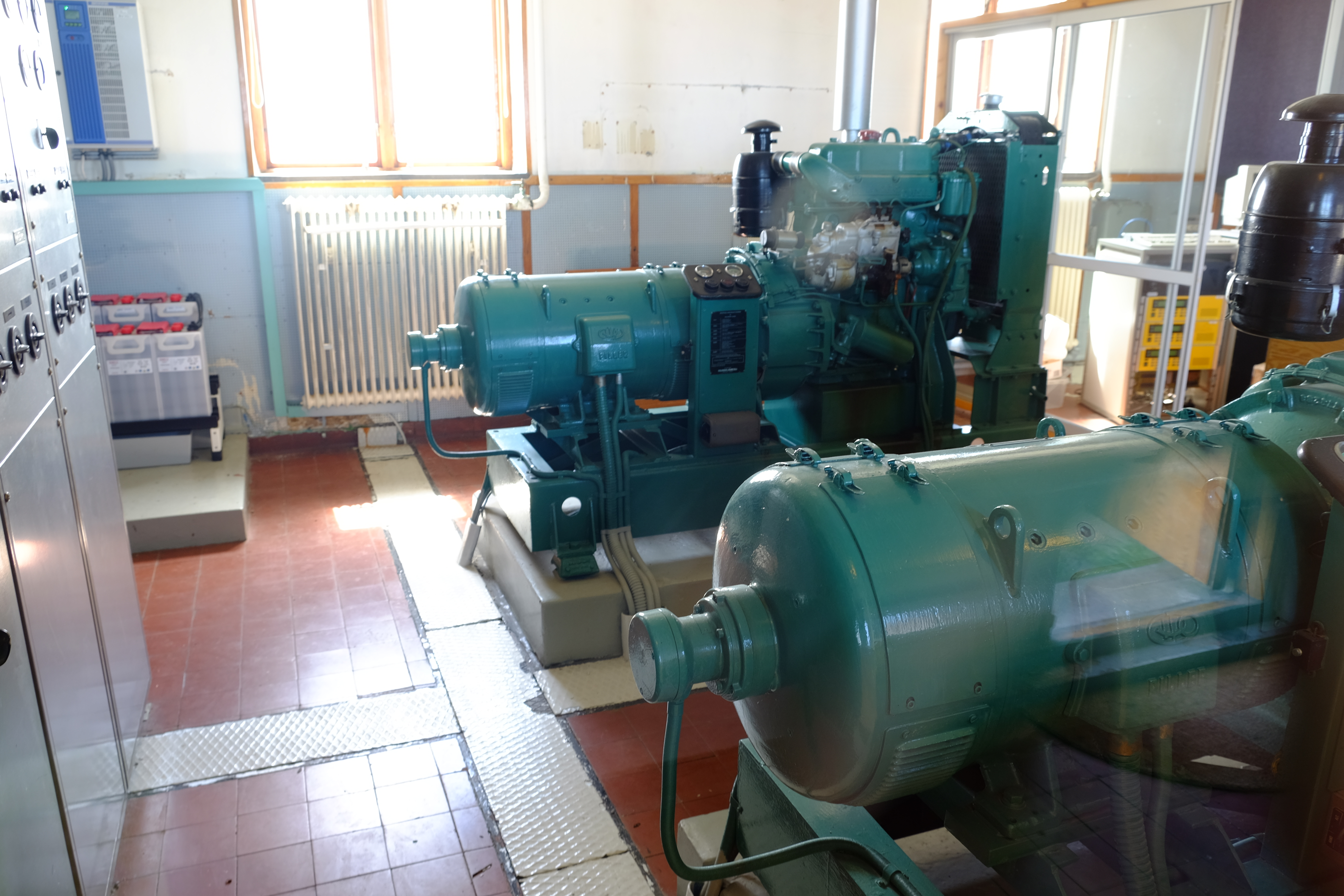
Strojovna
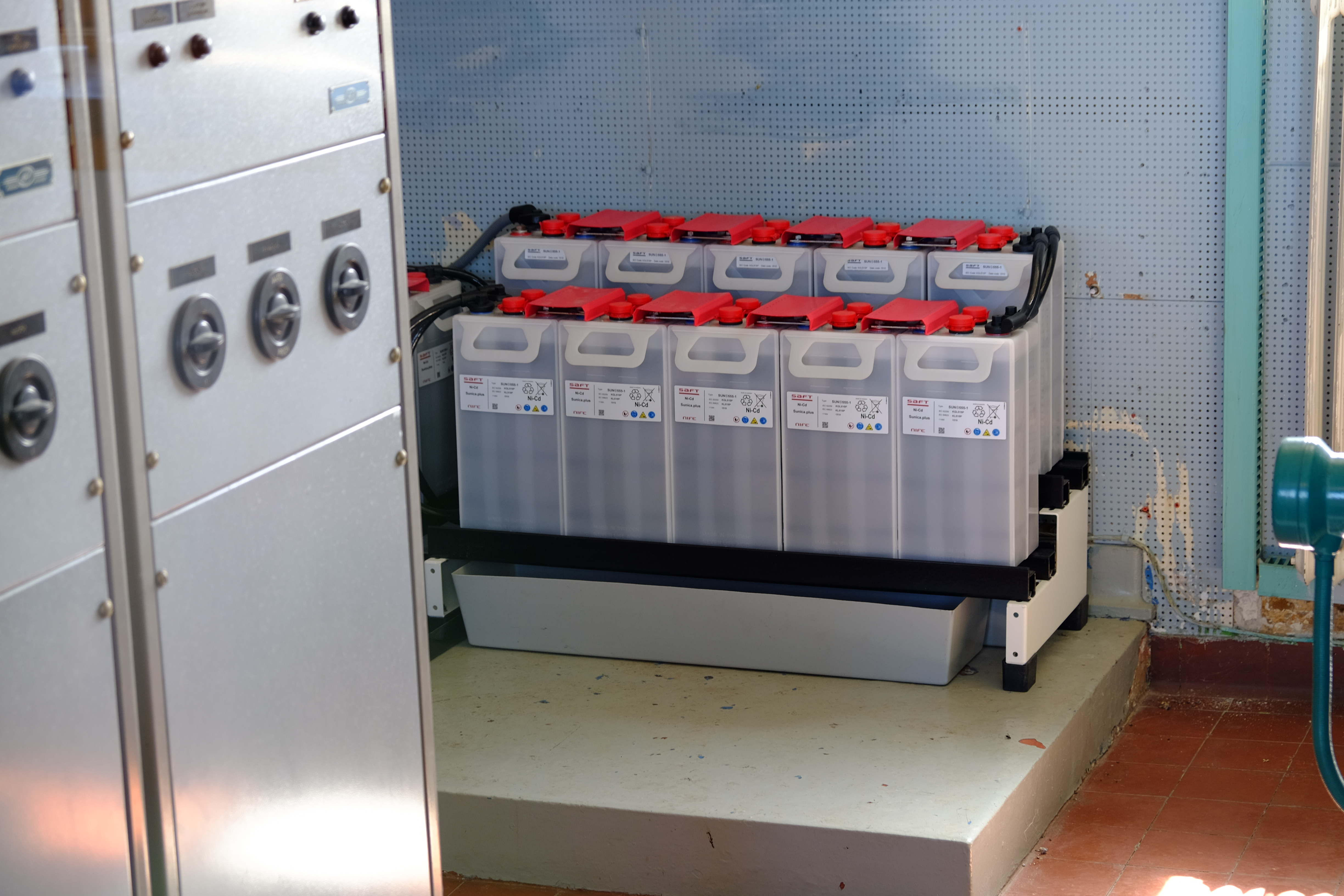
Záložní NiCd baterie pro napájení DGPS
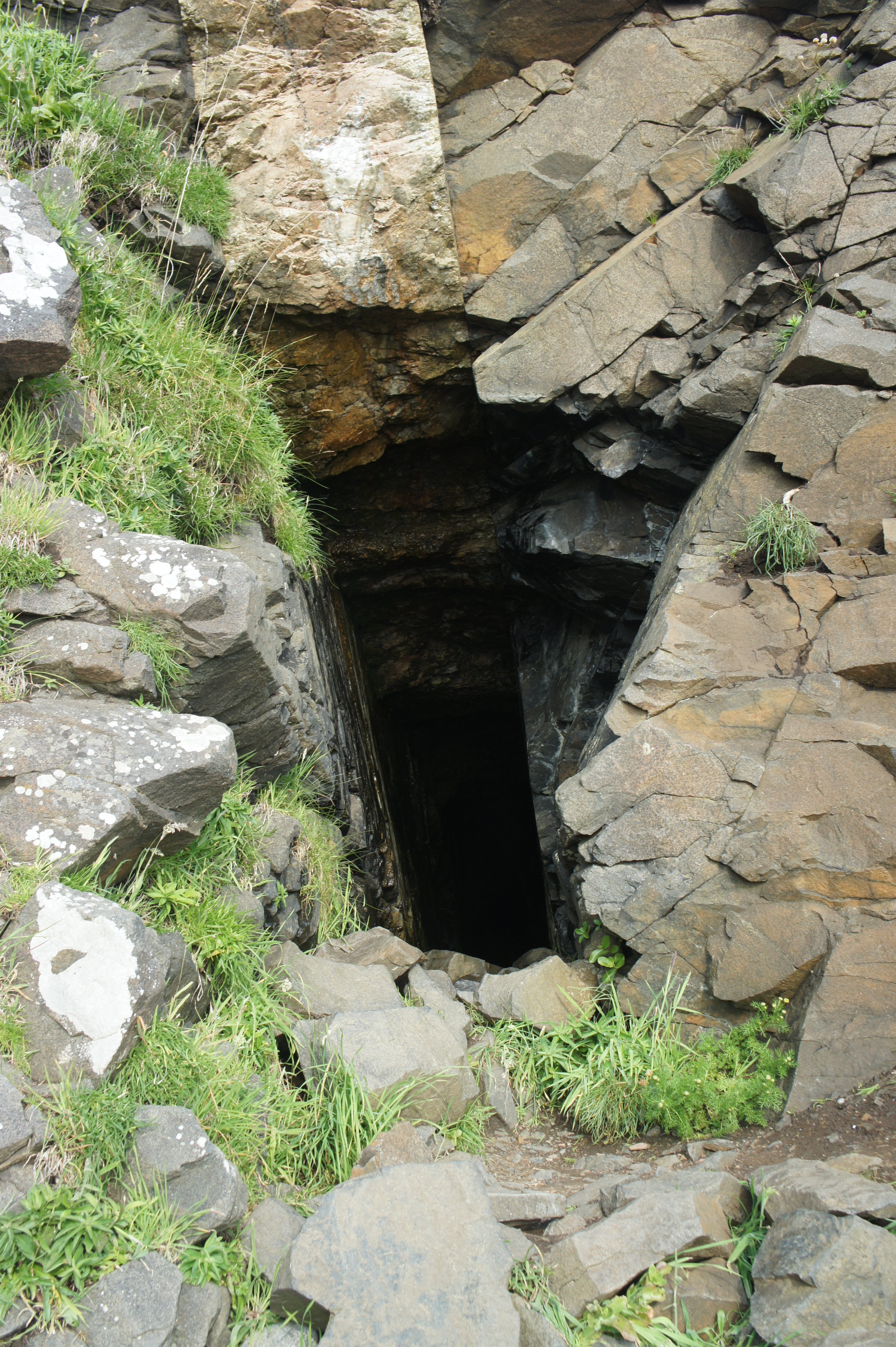
Štola Sivergrottan